# Stazione di Tenero
La stazione di Tenero è una stazione ferroviaria posta sulla linea Bellinzona-Locarno. Serve il centro abitato di Tenero-Contra e la Valle Verzasca, grazie al collegamento con la linea autobus Locarno–Tenero–Sonogno.

## Storia
La stazione venne inaugurata nel 1874 contestualmente alla linea ferroviaria. Nel 2005 la stazione venne ristrutturata secondo lo standard per le stazioni regionali delle Ferrovie federali svizzere (FFS).

La stazione e la vicina cartiera nel 1954; è ben visibile il raccordo industriale.

La vicina Cartiera di Tenero, chiusa nel 2007, era servita da un raccordo che si diramava dalla stazione.

## Strutture e impianti
La stazione è dotata di due binari per il servizio viaggiatori e di un binario tronco a servizio del magazzino merci. A seguito della ristrutturazione del 2005, l'originario fabbricato viaggiatori ha perso la sua funzione di accoglienza dei viaggiatori, trasferita ad un «centro clienti coperto con pareti informative, biglietteria elettronica e zone d'attesa» posto sullo stesso marciapiede, lato Gordola.

## Movimento
Al 2015 la stazione è servita, con cadenza semi-oraria (rinforzata alle ore di punta), dai treni regionali della linea S20 della rete celere del Canton Ticino. È inoltre servita da un InterRegio Bellinzona-Locarno e da un RegioExpress Locarno-Lugano.

## Servizi
I binari 2 e 3 sono serviti ciascuno da una banchina. Le banchine sono collegate da un sottopassaggio.
- Biglietteria automatica
- Bar

## Interscambi
La stazione assicura un interscambio con l'autoservizio urbano di Locarno e con alcune linee postali.
- Fermata autobus
- Fermata battello (Tenero)